# Дмитровская волость (Егорьевский уезд)
Дмитровская волость — волость в составе Егорьевского уезда Московской губернии, существовавшая в 1922-1929 годах.

## История
Дмитровская волость была образована в 1922 году путём слияния Горской (кроме деревни Пожинской) и Коробовской волостей Егорьевского уезда. Административным центром волости было село Дмитровский Погост. В ходе реформы административно-территориального деления СССР в 1929 году волость была упразднена.

## Состав
В состав Дмитровской волости входило 4 села и 38 деревень.
| Вид     | Наименование       | Население, чел. (1926 год) |
| ------- | ------------------ | -------------------------- |
| деревня | Ананьинская        | 572                        |
| деревня | Бекетовская        | 127                        |
| деревня | Белая              | 634                        |
| деревня | Бундово            | 137                        |
| деревня | Васильковская      | 200                        |
| деревня | Волосунино         | 499                        |
| деревня | Ворово             | 672                        |
| деревня | Гора               | 338                        |
| деревня | Губино             | 252                        |
| деревня | Денисьево          | 349                        |
| село    | Дмитровский погост | 389                        |
| деревня | Емино              | 150                        |
| деревня | Епифановская       | 133                        |
| деревня | Епихино            | 257                        |
| деревня | Ершовская          | 296                        |
| деревня | Ивановская         | 102                        |
| деревня | Кашниково          | 186                        |
| деревня | Коробовская        | 917                        |
| деревня | Кулаковка          | 913                        |
| деревня | Кузьмино           | 155                        |
| село    | Ланино             | 33                         |
| деревня | Малеиха            | 361                        |
| деревня | Марковская         | 264                        |
| деревня | Митинская          | 274                        |
| деревня | Михайловская       | 212                        |
| деревня | Надеино            | 259                        |
| деревня | Наумовская         | 324                        |
| деревня | Новосельцево       | 271                        |
| село    | Острово-Зачатье    | 16                         |
| деревня | Парфеновская       | 165                        |
| деревня | Першино            | 183                        |
| деревня | Пески              | 18                         |
| деревня | Пестовская         | 293                        |
| деревня | Петряиха           | 341                        |
| село    | Покровка           | 25                         |
| деревня | Пиравинская        | 157                        |
| деревня | Русаковская        | 116                        |
| деревня | Тупицино           | 175                        |
| деревня | Фадеевская         | 287                        |
| деревня | Федоровская        | 186                        |
| деревня | Широково           | 254                        |
| деревня | Ширяево            | 325                        |